# Momotus momota
El momoto amazónico o momoto común (Momotus momota), también denominado pájaro león (en Venezuela), barranquero o barranquillo coronado (en Colombia), relojero amazónico (en Perú) o burgo (en Argentina, 
Bolivia y Paraguay), Jutu Jutu (en México), es una especie de ave coraciforme perteneciente al género Momotus de la familia Momotidae. Es nativo de América del Sur.
Habita también en algunas regiones del sur de México, como Chiapas, se le suele ver en áreas cercanas a los riachuelos o arroyos y suele excavar huecos en los barrancos para hacer sus nidos. Tiene una peculiar forma de alertar del peligro y por ello se le conoce coloquialmente como “Jutu Jutu”.

## Distribución y hábitat
Se distribuye ampliamente desde las tierras bajas a oriente de los Andes del centro norte de Colombia y oeste de Venezuela, en el escudo guayanés de Guyana, Surinam y Guayana francesa, por toda la cuenca amazónica de Brasil, este de Ecuador, sur y sureste de Colombia, sur de Venezuela, este de Perú y norte de Bolivia, hacia el sur hasta el suroeste de Brasil, norte de Paraguay, sur de Bolivia y extremo norte de Argentina, con una población disjunta en la costa noreste de Brasil.

## Descripción

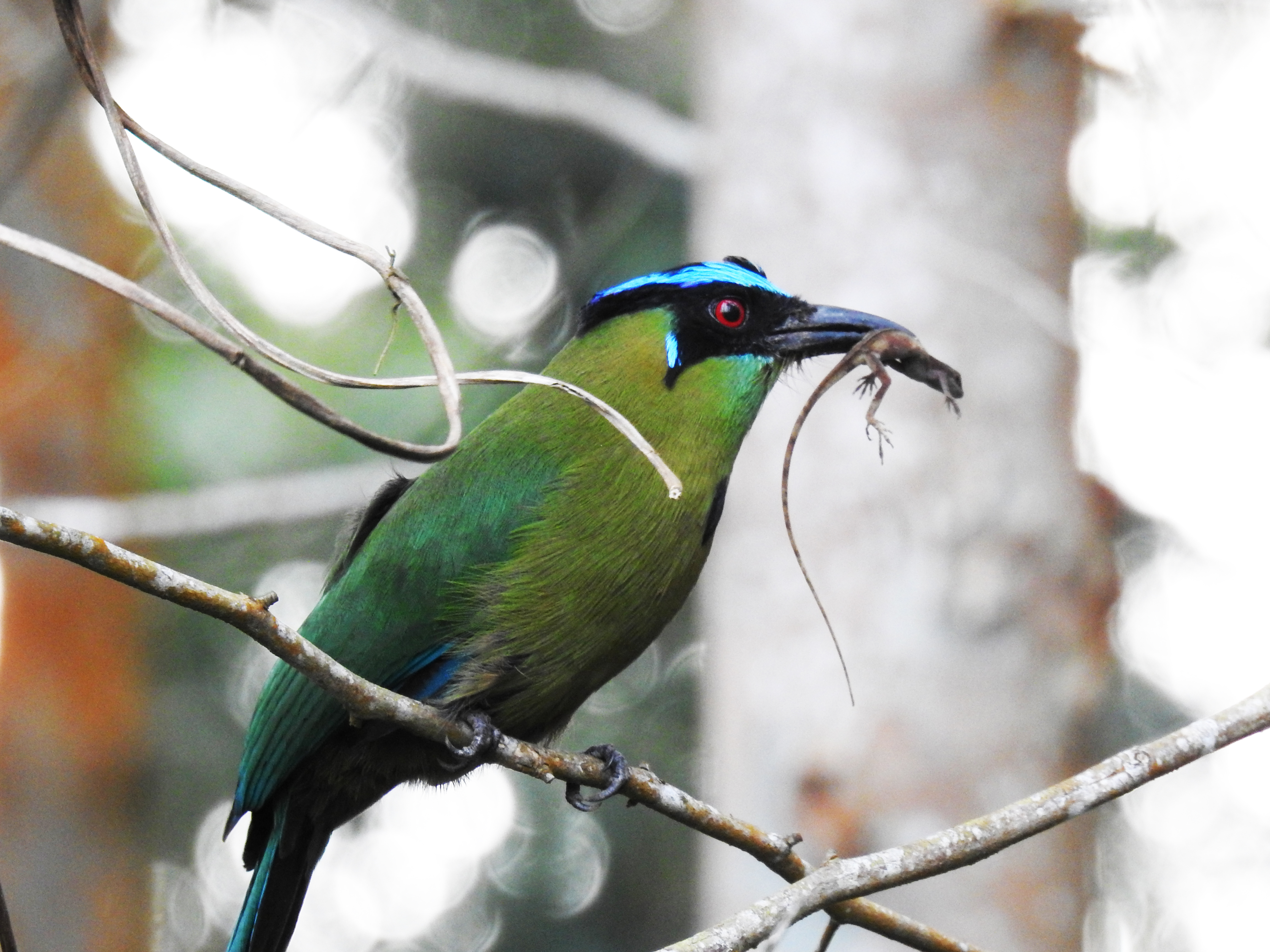
Momotus momota

Es un ave grande, mide entre 38 y 43 cm de longitud; se reconoce por su cabeza voluminosa, con una banda azul clara que rodea su coronilla negra y se vuelve morada en la nuca; su pico es grueso y fuerte, ligeramente curvado con los bordes del pico aserrados; la cola es larga, de color negro por debajo, con la rectrices graduales, las centrales terminadas en forma de raqueta, que a veces menea con movimiento pendular.

## Comportamiento
Territorial y tranquilo, permanece quieto por largos períodos y vocaliza a menudo con reclamos graves y profundos. Anida en lugares altos como copas de árboles.

## Sistemática

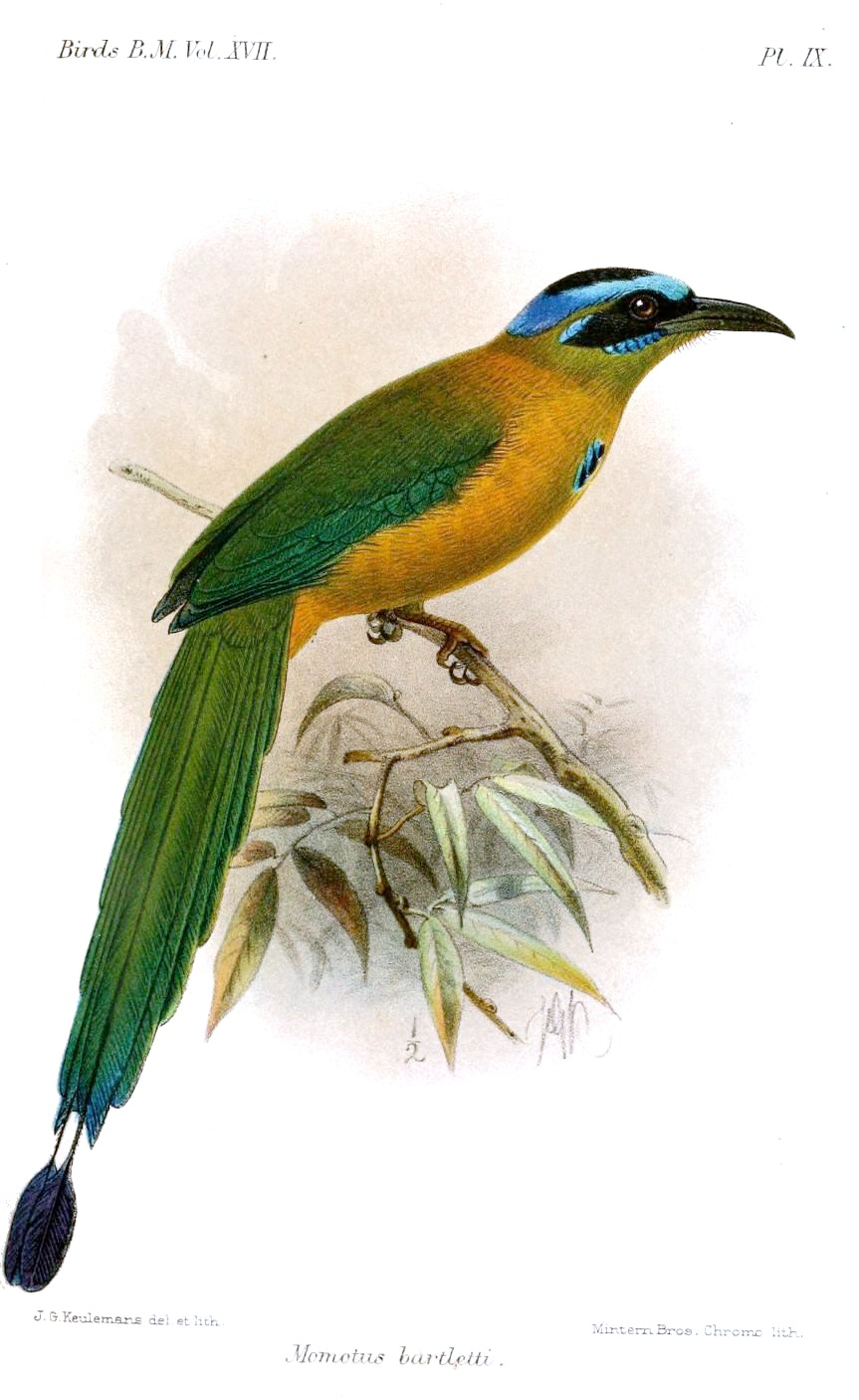
Momotus momota ignobilis, ilustración de Keulemans para Catalogue of the birds in the British Museum, 1886.

### Descripción original
La especie M. momota fue descrita por primera vez por el naturalista sueco Carolus Linnaeus en 1766 bajo el nombre científico «Ramphastos momota»; localidad tipo «Cayena».

### Etimología
El nombre genérico masculino «Momotus» y el nombre de la especie «momota» derivan de la palabra azteca «momot» utilizada para designar a estas aves por Nieremberg 1635, Willughby 1676, y Ray 1713, y «motmot» por Hernández 1651.

### Taxonomía

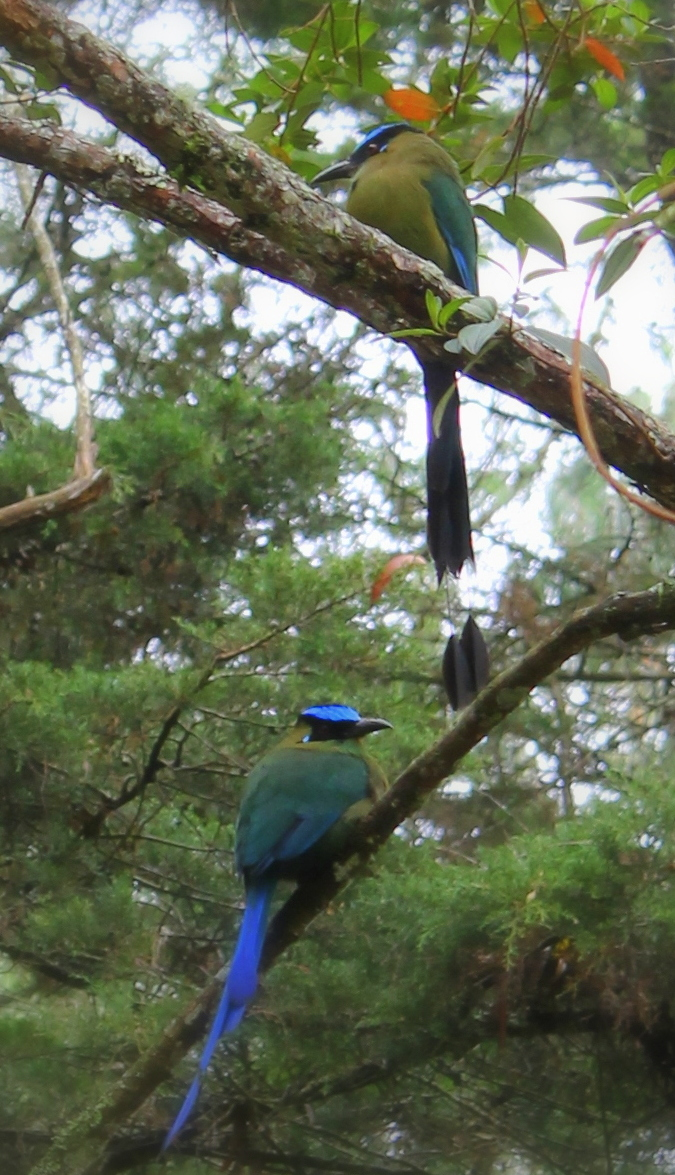
Momotus momota microstephanus

Las especies, Momotus coeruliceps, M. lessonii, M. bahamensis y M. subrufescens, fueron hasta recientemente consideradas como subespecies del entonces amplio complejo Momotus momota. El estudio de Stiles (2009), que examinó un total de 512 especímenes, y con base en los patrones de plumaje, biométricas y vocalizaciones, suplementado por informaciones de distribución geográfica y ecología, justificó su reconocimiento como especies separadas. La separación fue aprobada en la Propuesta N° 412 al Comité de Clasificación de Sudamérica (SACC).

### Subespecies
Según las clasificaciones del Congreso Ornitológico Internacional (IOC) y Aves del Mundo (HBW) se reconocen nueve subespecies, con su correspondiente distribución geográfica:
- Momotus momota microstephanus P.L. Sclater, 1858 – tierras bajas a oriente de los Andes en el este de Colombia, oeste de Venezuela, este de Ecuador, noreste de Perú y noroeste de Brasil (hacia el este hasta el alto río Negro).
- Momotus momota momota (Linnaeus, 1766) – desde el río Orinoco hacia el este hasta las Guayanas y norte de Brasil (Amapá), hacia el sur hasta la margen norte del bajo río Amazonas.
- Momotus momota ignobilis Berlepsch, 1889 – este de Perú, norte de Bolivia, y probablemente oeste de Brasil.
- Momotus momota simplex Chapman, 1923 – norte de Brasil al sur del río Amazonas (desde cerca de la frontera con Perú hacia el este hasta el alto río Xingu, all sur hasta el norte de Mato Grosso y centro de Goiás).
- Momotus momota cametensis Snethlage, 1912 – bajo río Xingu (probablemente desde el bajo río Tapajós) al este hasta el río Tocantins.
- Momotus momota parensis Sharpe, 1892 – noreste de Brasil desde la desembocadura del Amazonas al este hasta Piauí y probablemente oeste de Alagoas.
- Momotus momota marcgravianus Pinto & Camargo, 1961 – Paraíba hasta Alagoas, en el noreste de Brasil.
- Momotus momota nattereri P.L. Sclater, 1858 – norte y centro de Bolivia (principalmente a lo largo de los contrafuertes de los Andes).
- Momotus momota pilcomajensis Reichenow, 1919 – este y sur de Bolivia y noroeste de Argentina (Salta) hacia el este hasta el suroeste de Brasil (hasta el sur de Goiás, oeste de São Paulo y noroeste de Paraná).